# Psilocera magniclavata
Psilocera magniclavata är en stekelart som först beskrevs av William Harris Ashmead 1904.  Psilocera magniclavata ingår i släktet Psilocera och familjen puppglanssteklar. Inga underarter finns listade i Catalogue of Life.